# Marcel Laurens
Marcel Laurens (Mechelen, 21 de juny de 1952) va ser un ciclista belga, que fou professional entre 1974 i 1985. De la seva carrera destaquen una victòria a la Volta a Limburg i una etapa a la Volta a Catalunya.

## Palmarès
- 1974
  - 1r a la Brussel·les-Opwijk
- 1976
  - 1r del Premi d'Heist-op-den-Berg
- 1977
  - 1r a la Volta a Limburg
- 1978
  - 1r a la Fletxa Brabançona
- 1979
  - 1r al Gran Premi Jef Scherens
- 1980
  - 1r del Premi d'Heist-op-den-Berg
  - Vencedor d'una etapa a la Volta a Catalunya
- 1982
  - 1r del Premi d'Heist-op-den-Berg

### Resultats al Tour de França
- 1978. 60è de la classificació general
- 1980. 64è de la classificació general
- 1981. 110è de la classificació general
- 1982. 100è de la classificació general
- 1983. 88è de la classificació general. Fanalet vermell

### Resultats a la Volta a Espanya
- 1983. 58è de la classificació general